# Jack Swagger
Jacob "Jake" Hager (24 de març de 1982 -), més conegut com a Jack Swagger, és un lluitador professional estatunidenc, que treballa a la marca de RAW de l'empresa World Wrestling Entertainment (WWE). És dues vegades Campió Mundial en haver guanyat el Campionat de la ECW i el Campionat de pes pesant de la WWE i a més és el guanyador del Money in the Bank de l'any 2010.

## En lluita
- Moviments finals
  - Swagger Bomb (Falling gutwrench powerbomb)
  - Red, White and Blue Thunder Bomb (Spin-out powerbomb) - 2008
  - Hager-Meister - FCW /OVW
- Moviments de firma
  - Running corner slingshot splash
  - Double leg takedown
  - Varios tipos de suplex:
    - Vertical
    - Side belly to belly
    - Northern Lights
    - Gutwrench - WWE

  - Lariat
  - Leg whip takedown
  - Running knee lift
  - Abdominal stretch
  - Neckbreaker
  - Front powerslam
  - Gorilla press slam
  - Full Nelson
  - Bow and arrow strecht
  - Small package pin
  - Big boot
  - Bearhug

- Sobrenoms

## Campionats i assoliments
- Florida Championship Wrestling
  - FCW Florida Heavyweight Championship (1 cop) - Regnat com Campió Indicutit de la FCW
  - FCW Southern Heavyweight Championship (1 cop)
- World Wrestling Entertainment
  - ECW Championship (1 cop)
  - Money in the Bank (2010)
  - World Heavyweight Championship (1 cop, actual)
- Pro Wrestling Illustrated
  - Situat en el N°222 en els PWI 500 de 2008
  - Situat en el N°18 en els PWI 500 de 2009